# Matheran
Matheran è una città dell'India di 5.139 abitanti, situata nel distretto di Raigad, nello stato federato del Maharashtra. In base al numero di abitanti la città rientra nella classe V (da 5.000 a 9.999 persone).

## Geografia fisica
La città è situata a 18° 58' 60 N e 73° 16' 0 E e ha un'altitudine di 677 m s.l.m..

## Società

### Evoluzione demografica
Al censimento del 2001 la popolazione di Matheran assommava a 5.139 persone, delle quali 2.973 maschi e 2.166 femmine. I bambini di età inferiore o uguale ai sei anni assommavano a 562, dei quali 289 maschi e 273 femmine. Infine, coloro che erano in grado di saper almeno leggere e scrivere erano 3.647, dei quali 2.219 maschi e 1.428 femmine.